# Santa Cruz Analquito
Santa Cruz Analquito è un comune del dipartimento di Cuscatlán, in El Salvador.